# Dorsz atlantycki
Dorsz atlantycki (Gadus morhua), nazywany również dorszem lub wątłuszem – drapieżna ryba morska, największy z  rodziny dorszowatych; gatunek wędrowny występujący w północnej części Oceanu Atlantyckiego i w morzach północnej Europy.
W Polsce mianem dorsza określa się zwykle trzy podgatunki dorsza atlantyckiego, z których najbardziej znanym jest dorsz bałtycki (G. morhua callarias) nazywany także pomuchlą. Spokrewnione z dorszem atlantyckim są: dorsz pacyficzny (G. macrocephalus), ogak (G. ogac), jak dorsze arktyczne z rodzaju Arctogadus.
Jako łatwo dostępna i pożywna ryba łowna dorsz miał duże znaczenie w rozwoju cywilizacji wybrzeży północnego Atlantyku, będąc „chlebem powszednim” wielu społeczeństw. Dla przemysłu
rybnego wielu krajów ciągle jest jedną z najważniejszych poławianych ryb. W konkurencji o jego malejące zasoby dochodziło do międzynarodowych konfliktów. Dziś dorsz stał się symbolem niezrównoważonego rybołówstwa – ze względu na przełowienie, szczególnie populacji w zachodnim Atlantyku oraz w Morzu Północnym i Bałtyku, ten jeszcze niedawno powszechny gatunek jest narażony na wyginięcie. W Polsce jego połowy i zarządzanie są głównym problemem rybołówstwa i ważnym tematem politycznym.

## Budowa

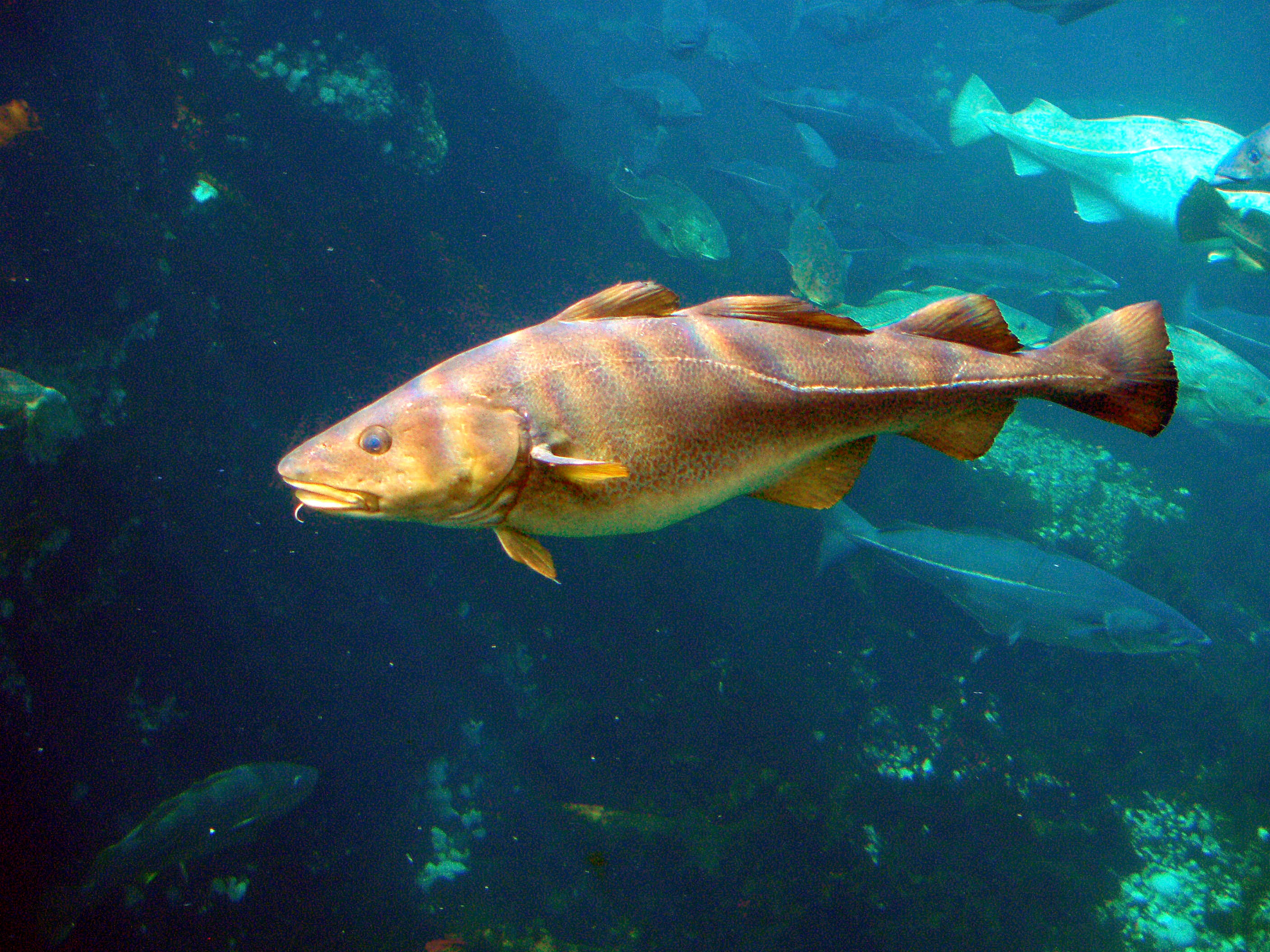
Dorosły dorsz w akwarium

Ciało dorsza jest wydłużone, w przekroju poprzecznym owalne. Głowa duża, szeroka, z wydłużonym pyskiem, na podbródku znajduje się pojedynczy, dobrze rozwinięty wąs. Oparta na symetrycznym szkielecie płetwa ogonowa jest pionowo ścięta lub lekko wklęsła. Występują trzy wyraźnie oddzielone płetwy grzbietowe i dwie – również wyraźnie oddzielone – płetwy odbytowe. Odcinek od krawędzi pyska do pierwszej płetwy grzbietowej jest mniejszy niż 1/3 długości całkowitej (TL). Pierwsza płetwa odbytowa zaczyna się dokładnie pod początkiem drugiej płetwy grzbietowej. Płetwy brzuszne położone przed płetwami piersiowymi. W płetwach nie występują promienie twarde. Wyraźnie uwidoczniona, jasna linia boczna jest łukowato wygięta ponad płetwami piersiowymi i zachodzi na głowę. Całe ciało pokrywają drobne, głęboko wrośnięte łuski cykloidalne.
Stosunkowo duży otwór gębowy znajduje się w położeniu końcowym, z dolną szczęką nieco krótszą od górnej. Oczy średniej wielkości, około 1/2 długości pyska. Pęcherz pławny duży i dobrze rozwinięty.

### Ubarwienie
| Opis płetw – liczba promieni miękkich (promienie twarde nie występują) | Opis płetw – liczba promieni miękkich (promienie twarde nie występują) | Opis płetw – liczba promieni miękkich (promienie twarde nie występują) |
| Nazwa płetwy                                                           | Oznaczenie                                                             | Liczba promieni                                                        |
| ---------------------------------------------------------------------- | ---------------------------------------------------------------------- | ---------------------------------------------------------------------- |
| pierwsza płetwa grzbietowa                                             | D1                                                                     | 14-15                                                                  |
| druga płetwa grzbietowa                                                | D2                                                                     | 20-21                                                                  |
| trzecia płetwa grzbietowa                                              | D3                                                                     | 18-20                                                                  |
| pierwsza płetwa odbytowa                                               | A1                                                                     | 17-21                                                                  |
| druga płetwa odbytowa                                                  | A2                                                                     | 16-21                                                                  |
| płetwa piersiowa                                                       | P                                                                      | 18-21                                                                  |
| płetwa brzuszna                                                        | V                                                                      | 6                                                                      |
| płetwa ogonowa                                                         | C                                                                      | ~50                                                                    |

Ubarwienie dorszy jest uzależnione od podgatunku oraz od barw przeważających w ich miejscach występowania. Grzbiet ciemny, od brązowego do zielonkawego lub szarooliwkowego, boki nieco jaśniejsze, brzuch biały. Grzbiet, wierzch głowy i boki usiane są licznymi ciemnymi plamkami. Płetwy ciemne, szarooliwkowe, czasami na płetwach grzbietowych pojawiają się ciemniejsze, skośne pasma. Tęczówka srebrzysta lub złotawa.

### Rozmiary i wiek

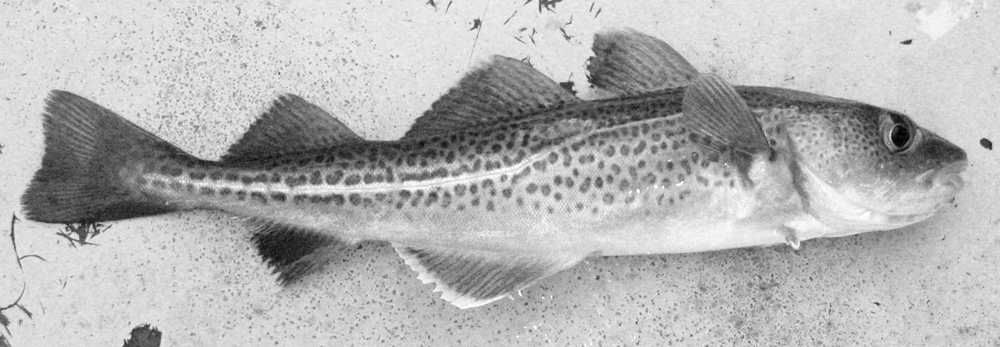
Młody dorsz (30 cm) złowiony u wybrzeży Nowej Fundlandii

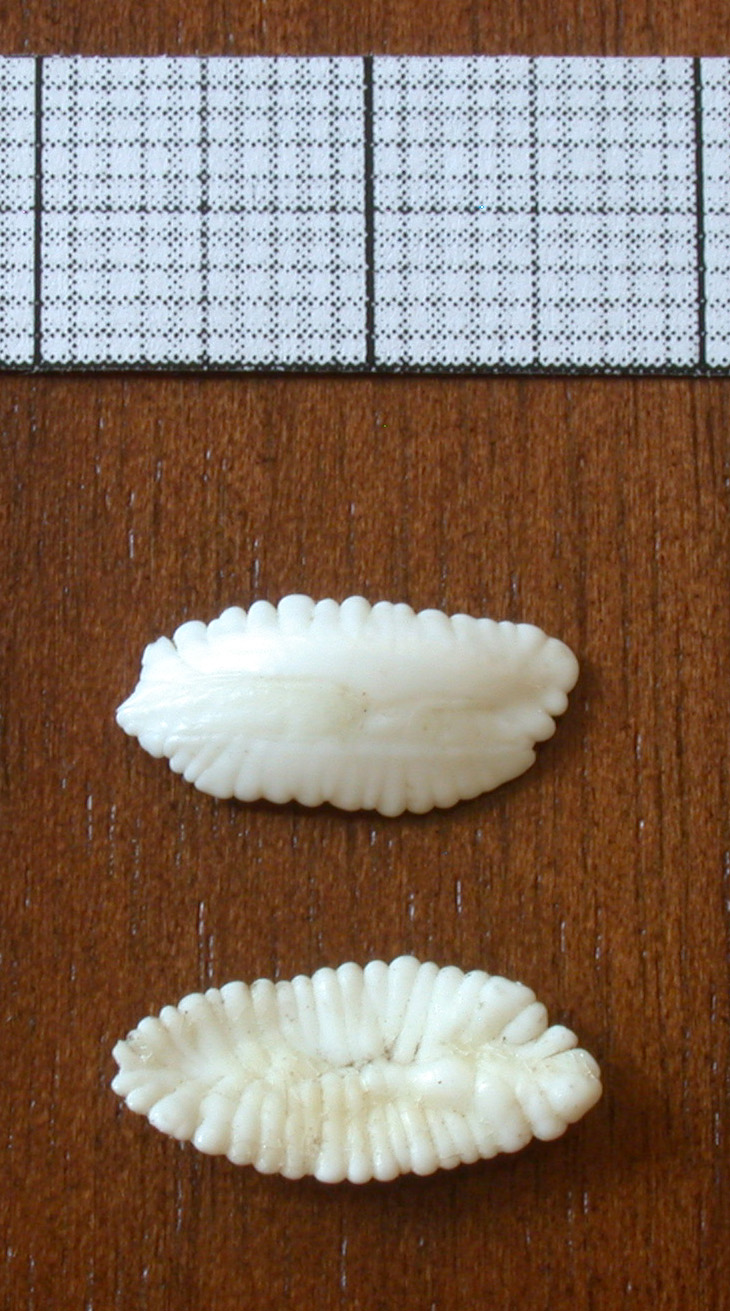
Otolity dorsza wielkości 15 mm

Maksymalna długość ciała dorsza atlantyckiego według Cohena (1990) sięga 2 m, a dorsza bałtyckiego – 1,3 m. Eschmeyer i Herald (1983) oraz Robins i Ray (1986) powołują się na 183-centymetrowy rekord długości dorsza atlantyckiego, jednak przeciętna długość ciała jest znacznie mniejsza, u dorsza żyjącego w Morzu Północnym wynosi 30–80 cm, a w Bałtyku 30–70 cm. Przeciętna masa to 0,8–2 kg, maksymalna może wynosić 40 kg. Bigelow i Schroeder (1953) potwierdzają 96-kilogramowego (211 funtów) dorsza z populacji zachodnioatlantyckiej.
Wędkarski rekord Polski wagowy: 28,90 kg przy 137 cm (1997)
Dorsz w Atlantyku rośnie najszybciej w czerwcu, a najwolniej w październiku i listopadzie. Szybkość wzrostu zależy od temperatury wody, ale przede wszystkim od dostatku pożywienia, głównie gromadnika.
Rozmiary poszczególnych osobników zależą od ich wieku, gdyż ryby rosną przez całe swoje życie. Dorsz może przeżyć ponad 20 lat, czego mają dowodzić analizy warstw rocznych w otolicie.

## Podgatunki i ich występowanie
Wśród populacji dorsza atlantyckiego wyróżnia się podgatunki i rasy różniące się od siebie rozmieszczeniem geograficznym, trasami i odległościami wędrówek, rozmiarami, ubarwieniem, morfologią pęcherza pławnego, a także preferencjami środowiskowymi:
- Gadus morhua morhua (Linnaeus, 1758) – podgatunek nominatywny, zamieszkuje północną część Oceanu Atlantyckiego oraz zachodnią część Oceanu Lodowatego. Występuje w Morzu Północnym, w okolicach Islandii, Grenlandii i Nowej Fundlandii i w zachodniej części Morza Bałtyckiego.
- Gadus morhua callarias (Linnaeus, 1758) – dorsze w Bałtyku wyróżnia się jako podgatunek G. m. callarias – dorsz bałtycki[3], z kaszubskiego nazywany pomuchlą. Spotykany jest od Cieśnin Duńskich do Zatoki Botnickiej. Dorsze bałtyckie odznaczają się mniejszymi rozmiarami ciała i przystosowaniem do wód o mniejszym zasoleniu. Opisane były po raz pierwszy przez Linneusza pod nazwą Gadus callarias. Są podgatunkiem niemigrującym.
- Gadus morhua kildinensis (Derjugin, 1920) – dorsz kildyński[3] – trzeci z wyróżnionych taksonomicznie podgatunków opisany został oryginalnie jako G. callarias kildinensis przez Konstantina Michaiłowicza Derjugina w 1920. Występuje skrajnie nielicznie jedynie w małym jeziorze Mogilnoje na wyspie Kildin w pobliżu Półwyspu Kolskiego w Morzu Barentsa. Jest podgatunkiem reliktowym, przystosowanym do egzystencji w tych warstwach wody jeziora, które odznaczają się niskim stopniem zasolenia, a które leżą między górną warstwą zawierającą wodę słodką i warstwą przydenną bogatą w siarkowodór. Warstwy wody słonej pochodzą z czasów, kiedy jezioro było częścią Morza Barentsa. Około X wieku straciło ono kontakt z wodami morza przez powstanie naturalnej tamy, która zablokowała tym samym populację dorsza w jeziorze. Pomimo tego, że ryba była już znana na początku XIX w. Derjugin był pierwszym, który opisał podgatunek systematycznie. Porównując G. m. kildinensis z G. m. morhua rosyjski hydrobiolog zauważył różnice zabarwienia ciała, jak i ogólnie mniejsze rozmiary dorsza kildinensis, który dopasował się do warunków panujących w małym i dość płytkim jeziorze Mogilnoje.
Ze względu na reliktowy charakter podgatunku, w 1997 G. m. kildinensis został wpisany do Czerwonej księgi gatunków zagrożonych Rosyjskiej Federacji i oznaczony najwyższą kategorią rzadkości. Od 1998 znajduje się także w Czerwonej księdze gatunków zagrożonych organizacji IUCN[18].

W wypadku podgatunku nominatywnego G. m. morhua badania wykazują daleko idące zróżnicowanie genetyczne stad zarówno u wybrzeży Ameryki Północnej, jak i we wschodnim Atlantyku. W Bałtyku dochodzi do mieszania się podgatunków G. m. morhua i G. m. callarias w Basenie Arkony, w którym odbywa się ich wiosenne i letnie tarło.

## Środowisko występowania
W odróżnieniu od skrajnie nielicznego podgatunku G. m. kildinensis, który żyje w zupełnie innych warunkach środowiskowych, związanych z wodami jeziora Mogilnoje, habitat pozostałych podgatunków dorsza to morza i oceany. Dorsz jest gatunkiem euryhalicznym, to znaczy, znoszącym różny stopień zasolenia wody. Istnieją jednak obszary w Bałtyku, np. Zatoka Botnicka, w których ze względu na zbyt niskie zasolenie dorsz nie występuje. Temperatury optymalne dla życia i rozrodu to 2-7 °C. Młode dorsze przebywają w płytkich, przybrzeżnych wodach, osobniki dorosłe przebywają na otwartym morzu. Zazwyczaj dorsz przebywa na głębokości do 220 m, ale czasami schodzi nawet na 600 m. Zazwyczaj żeruje przy dnie, czasami również w toni. Wiosną dorsz żeruje na głębinach, przez resztę roku spotkać go można na otwartych wodach. Zazwyczaj trzyma się w mniejszych lub większych ławicach.

## Biologia

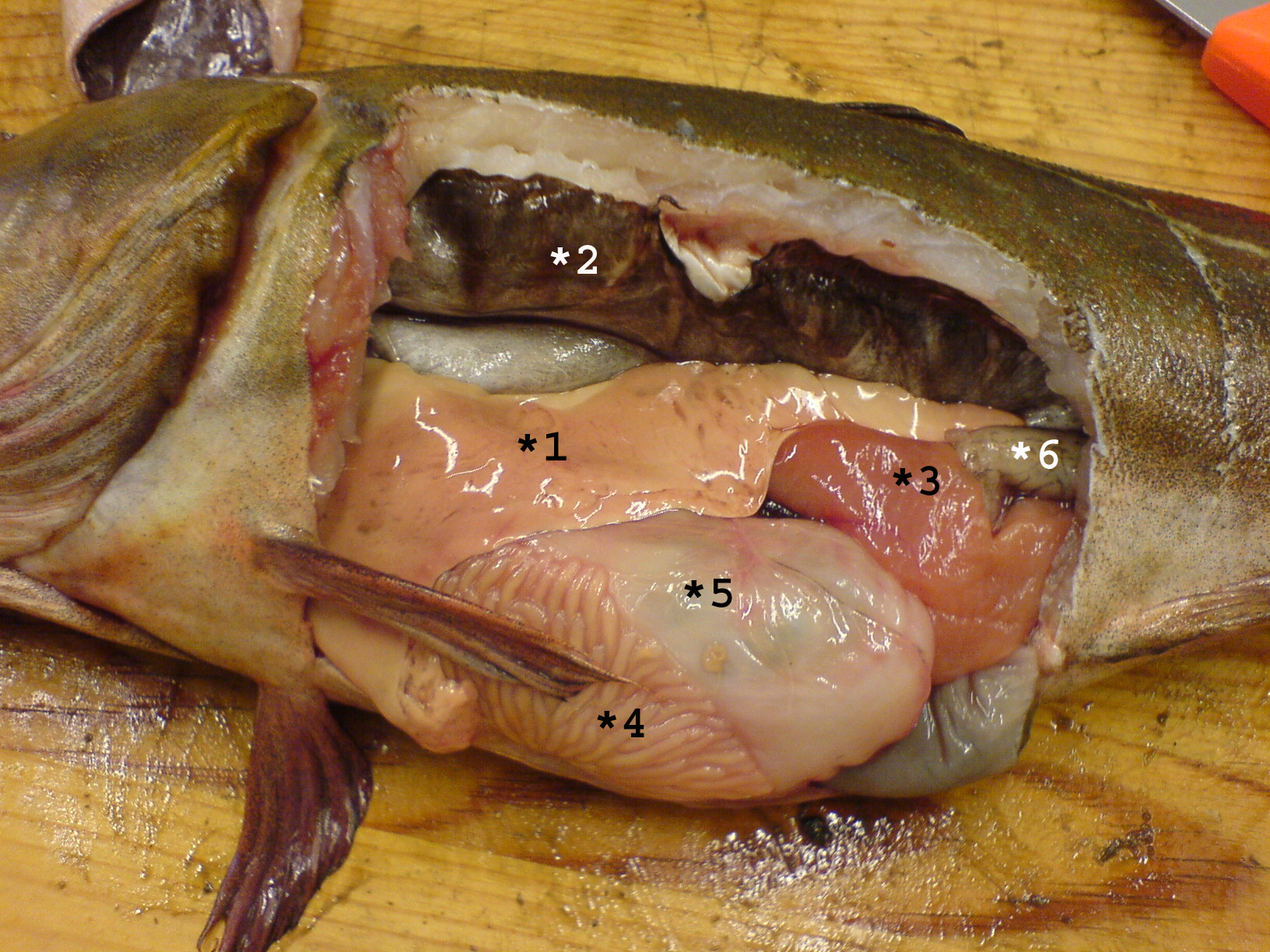
Organy wewnętrzne dorsza:
1. Wątroba, 2. Pęcherz pławny, 3. Ikra,
4. Dwunastnica (pyloric caeca), 5. Żołądek,
6. Jelito

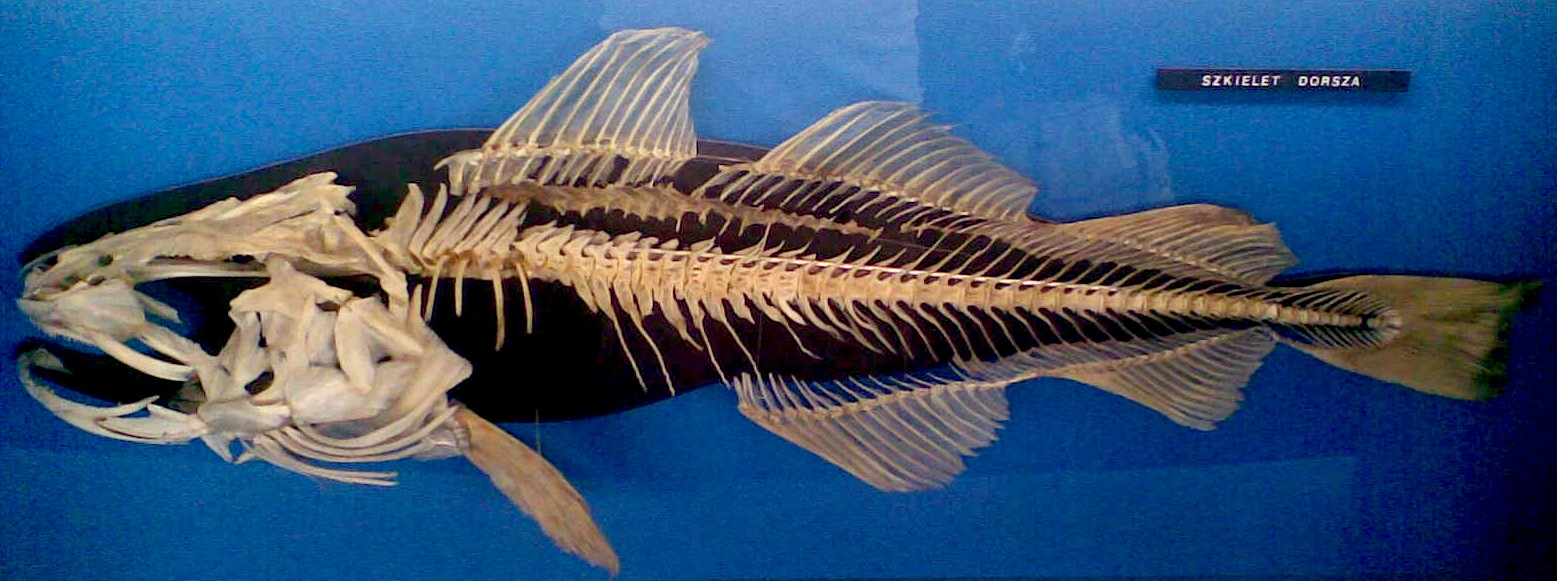
Szkielet dorsza (rekonstrukcja Akwarium Gdyńskiego)

Dorsz jest drapieżnikiem. Żywi się głównie rybami z rodziny śledziowatych, babkowatych, makrelami, narybkiem ryb dorszowatych, skorupiakami (np. krylem północnym), w morzach subarktycznych gromadnikami, a nawet głowonogami. Powszechny jest kanibalizm – im większy okaz, tym częściej odżywia się młodymi swojego gatunku, mającymi do 3 lat i mierzącymi do 40 cm. Pogoń za rybami ułatwia mu wrzecionowaty kształt ciała znamionujący dobrych pływaków. Silnie zbudowany i uzębiony pysk jest przystosowany do chwytania zdobyczy, a dobrze rozwinięty wąsik na podbródku pomaga przy penetracji dna.
Mimo drapieżnego stylu życia dorsz atlantycki również jest jednym z ogniw pokarmowych wśród innych drapieżników (np. dla żarłacza błękitnego, kolenia pospolitego czy kongera).
W Bałtyku dojrzałość płciową samce osiągają po 2-3. roku życia, a samice po 3-4. roku życia. W Morzu Północnym dorsz dojrzewa płciowo w 5-6. roku, a w Morzu Barentsa w 8-12. roku życia. Tarło w Bałtyku odbywa się w głębokich wodach (Głębia Bornholmska) – gdzie zasolenie jest większe, co zapewnia ikrze pływalność – od marca do sierpnia z nasileniem w kwietniu-czerwcu. Koło Nowej Fundlandii nasilenie tarła trwa od grudnia do marca, koło Islandii od marca do czerwca. Pojedyncza, dorosła, duża samica dorsza może złożyć od 0,5 mln do nawet 9 mln jaj, które unoszą się następnie swobodnie w wodzie. Po 15-20 dniach wylęgają się z nich larwy długości ok. 4 mm i rozpoczynają żerowanie w wodach pelagialnych nadal unoszone prądem wody. Po 3 miesiącach młode dorsze osiągają długość 3–6 cm i przystosowują się do przydennego trybu życia. W tym okresie u młodych, migrujących dorszy atlantyckich rozpoczyna się wędrówka pokarmowa na płytkie wody, gdzie żywią się bezkręgowcami. Osobniki dorosłe wykonują długie wędrówki na tarliska, a po okresie godowym z tarlisk na żerowiska.

### Znaczenie dorsza w ekosystemach morskich
W ekosystemach dorsz odgrywa znaczącą rolę jako drapieżnik dominujący niższe piętra piramidy troficznej. Jego zniknięcie ze szczytu łańcucha pokarmowego wskutek przełowienia doprowadza do zmian w strukturze piramidy (kaskada troficzna): podczas gdy populacje fok, mniejszych gatunków ryb, kraba śnieżnego i krewetki północnej powiększyły się, zmniejszyły się ilości drobnego zooplanktonu, a co za tym idzie zwiększyły ilości fitoplanktonu. Dorsz jest zatem naturalnym hamulcem zakwitów alg także w Bałtyku. W związku z tym upadek populacji dorsza jest obok zmian klimatycznych główną przyczyną głębokich przemian w ekosystemach morskich północnego Atlantyku.

## Znaczenie dorsza w historii cywilizacji zachodniej
W swojej książce poświęconej dorszowi Mark Kurlansky twierdzi, że to właśnie dzięki tej rybie została odkryta Ameryka Północna. Z jednej strony suszony na mrozie dorsz miał już w X i XI wieku ogromne znaczenie jako prowiant wikingów podczas ich długodystansowych wypraw łodziami po północnym Atlantyku, do Islandii, Grenlandii i w końcu Nowej Fundlandii. Z drugiej strony popyt na dorsza w średniowiecznej Europie miał się przyczynić do dalekich wypraw rybackich Basków i Anglików w obfitujące dorszem akweny u wschodnich wybrzeży Nowej Fundlandii, wypraw mających miejsce jeszcze przed (ponownym) odkryciem Ameryki przez Krzysztofa Kolumba.

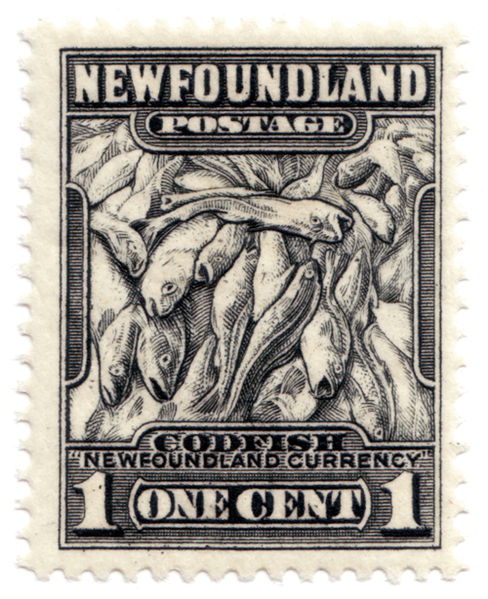
Dorsz na znaczku pocztowym wyemitowanym w Nowej Fundlandii z podpisem dorsz – „waluta Nowej Fundlandii”

Fakt, że Europa dowiedziała się o istnieniu Ameryki dopiero od Kolumba, Kurlansky tłumaczy profesjonalizmem: podczas gdy odkrywcy ogłaszali swoje odkrycia, rybacy nie zdradzali „swoich miejsc”.
Zachowały się dokumenty, które wskazują na to, że rybacy dorsza z angielskiego Bristolu mogli odkryć Nową Fundlandię w latach 80. XV wieku. Na pewno przyczynili się do poznania północnego Atlantyku, szukając w tym czasie jak najlepszych zakątków na połów dorsza. Jako łatwo dostępne i bogate w białko źródło pożywienia ryba odegrała znaczącą rolę w pierwszej fali kolonizacji nowo odkrytych terenów północnej Ameryki. W późniejszym czasie dorsz był regularnym pożywieniem niewolników pracujących na plantacjach obu Ameryk, a popyt na niego i handel przyczyniły się do dobrobytu w takich regionach jak Nowa Fundlandia.
O powszechności dorsza na stołach społeczeństw północnoatlantyckich świadczy wydana w USA w 1858 roku encyklopedia Cyclopedia of Commerce and Commercial Navigation (en. Encyklopedia Handlu i Nawigacji Handlowej), zawierająca lakoniczny opis dorsza: dorsz – gatunek ryby, znany tak powszechnie, że nie potrzeba go opisywać. Jest niewyobrażalnie płodna. Leewenhoek doliczył się w jednym dorszu 9.384 tys. jaj – liczba, która skazuje na niepowodzenie wszystkie starania człowieka, zupełnego wyłowienia tej ryby.

## Połowy

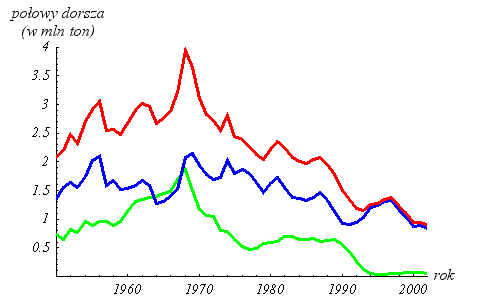
Połowy dorsza w Atlantyku w latach 1950-2002: zielona linia – w Atlantyku zachodnim, niebieska linia – w Atlantyku wschodnim, czerwona linia – razem

Dorsz jest obok szprota i śledzia gatunkiem najliczniej poławianym przez floty rybackie państw Unii Europejskiej i najbardziej cennym. W 2004 roku złowiono 70 tys. ton dorsza, co stanowi prawie 10% całkowitej ilości ryb złowionych przez UE (735 tys. ton). Jest to jednak tylko ułamek wielkości połowów lat 60. XX wieku. Łowiska północnego Atlantyku dostarczały wtedy od 2 do 4 mln ton tej ryby rocznie, zanim wyniki zaczęły drastycznie spadać w następnych dekadach.
W Bałtyku połowy dorsza w latach 1950-1970 wahały się w granicach 120-170 tys. ton rocznie, w tym polskie rybołówstwo osiągało 35-60 tys. ton. Jeszcze lata 80. określa się jako „złote” dla polskiego rybołówstwa ze szczytem 120 tys. ton. Od roku 2002 oficjalnie deklarowane połowy polskich rybaków w Bałtyku znajdują się na poziomie poniżej 20 tys. ton. Pomimo tego polskie rybołówstwo osiągało najlepsze wyniki połowowe dorsza ze wszystkich krajów nadbałtyckich.
Do połowów dorsza w Bałtyku stosuje się przede wszystkim włoki denne, ale także denne sieci skrzelowe i w niektórych miejscach włoki głębinowe.

## Konflikty międzynarodowe związane z połowami
W latach 70. XX wieku wielkość połowów dorsza zaczęła spadać, a rywalizacja o zmniejszające się populacje dorsza przyjęła rozmiary poważnych sporów międzynarodowych. Pomiędzy Wielką Brytanią a Islandią doszło do wojen dorszowych, w których dochodziło do zrywania sieci, taranowania statków i wymiany strzałów. W 1983 roku doszło do spięć pomiędzy duńskimi rybakami a brytyjską ochroną wybrzeża. Grenlandia wystąpiła w 1985 roku ze Wspólnoty Europejskiej po tym, jak jej wody terytorialne obfitujące dotąd w dorsza zostały przełowione (głównie przez floty rybackie państw Wspólnoty Europejskiej, przede wszystkim niemiecką i brytyjską), a jej rząd nie doszedł do porozumienia z innymi krajami wspólnoty w sprawach limitów połowowych w tych wodach. W latach 90. XX wieku doszło również do spięć pomiędzy kanadyjską ochroną wybrzeża i rybakami hiszpańskimi łowiącymi w wodach Nowej Fundlandii. Bogactwo tych wód w dorsza było legendarne, ale po niezrównoważonym rybołówstwie XX wieku doszło i w nich do załamania się populacji. Doprowadziło to do zatrzymania połowów w tych obszarach, do upadku rybołówstwa nowofundlandzkiego i całej struktury gospodarczej regionu. Pomimo zakazu połowów stada dorsza nowofundlandzkiego do tej pory nie zregenerowały się.

## Problemy z dorszem nowofundlandzkim
Trwa debata szukająca odpowiedzi na pytanie, dlaczego populacja dorsza u wybrzeży Nowej Fundlandii po piętnastu latach zakazu połowów do tej pory nie zregenerowała się. Istnieje kilka głównych hipotez:
- Foki – Po załamaniu się populacji dorsza w latach 90. kolejni kanadyjscy ministrowie ochrony środowiska zezwalali na masowe polowania na foki, podejrzane przez rybaków i niektórych polityków o zniszczenie populacji dorsza[50][51]. Bezpośredni związek pomiędzy drapieżnictwem i wzrostem liczebnym fok a zanikiem dorsza okazał się jednak spekulatywny, gdyż powiązania w ekosystemach morskich są tak bardzo skomplikowane[52], że badania naukowe nie potwierdziły go dotąd jednoznacznie. W rzeczywistości redukcja populacji fok nie przyniosła rezultatów.
- Przełowienie – Wśród naukowców panuje jednomyślność co do tego, że przełowienie, wywołane przez złe zarządzanie połowami, w którym środki ochronne zastosowano za późno i w dodatku nieodpowiednie, jest główną przyczyną nagłego spadku liczebności dorsza u wybrzeży Ameryki Północnej[53]. Doświadczenia wykazują poza tym, że odbudowa zredukowanych populacji zależy w większym stopniu od infrastruktury zarządzania połowami i od kontekstu socjalno-ekonomicznego, a nie tylko od kalkulacji wielkości stad[54]. Dziś przyjmuje się jednak, że przełowienie nie było jedyną przyczyną.
- Zmiany klimatyczne – nowsze badania zdają się wskazywać na większą rolę zmian klimatycznych na załamanie się stad dorsza i podkreślają wpływ tych zmian na cały łańcuch pokarmowy[55][56][57]. Ten nie tylko zmienił swoją strukturę troficzną – wielkość ogólnej biomasy (zooplanktonu i ryb) w ekosystemie Atlantyku zmniejszyła się drastycznie. Tu naukowcy przypuszają, że przełowienie przyczyniło się tylko do szybszego spadku liczebnego populacji dorsza, który w wolniejszym tempie i tak by nastąpił. W związku z tym ostrzegają przed oczekiwaniami szybkiej poprawy stanów populacji ryby i sugerują określanie planów zarządzania połowami na dłuższe okresy czasu. Inne badania z Morza Północnego wykazują natomiast, że dorsz wcale nie omija swoich akwenów, które stały się cieplejszymi[58]. A średni wzrost temperatury wody u wybrzeży Grenlandii (2,5 °C w ciągu 10 lat) przyczynił się nawet do lepszej kondycji tamtejszej, również przetrzebionej, populacji[59].

- Głód – Związana ze zmianami klimatycznymi i wywołaną przez przełowienie redukcją ogólnej biomasy w północno-zachodnim Atlantyku jest hipoteza, że dorsze nowofundlandzkie nie potrafią odbudować swoich populacji, ponieważ cierpią na głód[60]. Do argumentacji, że wielkość populacji wszystkich gatunków ryb znajduje się na zredukowanym przez rybołówstwo poziomie, który nie jest w stanie odżywić dorastające dorsze, przyłączył się już kanadyjski departament rybołówstwa[61].

Wniosek jaki nasuwa się z dotychczasowych doświadczeń z dorszem nowofundlandzkim jest taki, że wyłowiona poniżej pewnego krytycznego momentu populacja nie jest w stanie odbudować się w szybkim tempie ze względu na jednoczesny zły stan całych ekosystemów morskich stojących pod presją zmian klimatycznych.

## Stan populacji w Bałtyku
Corocznie w czerwcu Międzynarodowa Rada Badań Morza (ICES), niezależna organizacja badawcza zrzeszająca naukowców z 20 krajów, przekazuje UE raporty m.in. o stanie populacji dorsza w wodach europejskich i ogłasza swoje doradcze stanowisko w kwestiach połowów. ICES rozróżnia w Bałtyku dwie odrębne populacje dorsza w zależności od różnych pór tarła i dla celów zarządzania: populację zachodnią i wschodnią (na zachód i wschód od Bornholmu).
W 2006 roku ich sytuacja wyglądała następująco:
Populacja w Bałtyku zachodnim (Cieśniny Duńskie i Basen Arkony):
- Zdolną do rozrodczości biomasę (SSB) szacowano na 23 tys. t.
- Masę biologicznie krytyczną określa się właśnie na tym poziomie, 23 tys. t.

Stado skategoryzowano dlatego jako przełowione. ICES radził ograniczenie połowów na rok 2007 do 20.500 t.
Populacja w Bałtyku wschodnim (akweny na wschód od Bornholmu)
- Zdolną do rozrodczości biomasę (SSB) szacowano na poniżej 100 tys. t.
- Masę biologicznie krytyczną szacuje się na 160 tys. ton. Poniżej tej granicy ilość dorosłych ryb może poważnie spaść, a stado doznać kolapsu.
- W związku z tym stado było na historycznie niskim, krytycznym poziomie i nie było wskazówek, żeby SSB się zwiększała.
- Jedynym jaśniejszym punktem był rocznik 2003 dorsza, który przeżył w dobrym stanie w porównaniu z rocznikami poprzednich 15 lat. Dorsz w Bałtyku dojrzewa do rozrodczości i staje się interesującym dla rybołówstwa w wieku 3-5 lat. To znaczy, ze rocznik 2003 ma potencjał, aby przyczynić się do wzrostu SSB, jeśli się go nie przełowi.
- Błędne dane z raportów połowów były znacznym problemem w zarządzaniu rybołówstwem przez kilka lat. Naukowcy z ICES przypuszczają, że połowy były o 35-45% większe jak zgłaszane. O tę wysokość poprawili teraz swoje szacunki populacji. Ale istnieje dlatego też duża niepewność szacunków wielkości wszystkich roczników[63].

ICES radził UE całkowite zaniechanie połowów wschodniobałtyckiego dorsza w 2007 roku.
Nieznacznie wyżej (ok. 150 tys. t) szacuje stan liczebny dorsza we wschodnim Bałtyku Morski Instytut Rybacki (MIR). Polscy naukowcy uzasadniają to uwzględnieniem wyższego poziomu nieraportowanych połowów w swoich obliczeniach.
Raport ICES z 8 czerwca 2007 roku potwierdził nadal pogarszające się stany populacji dorsza w Morzu Północnym, Kattegacie, wschodnim Bałtyku i kanale La Manche. Według badań organizacji dorsz cierpi na małą zdolność rozrodczą. Nadal jest niewiele młodych ryb, dających szansę na odbudowę stad. W związku z tym na rok 2008 naukowcy postulowali zaprzestanie połowów dorsza w tych wodach i ograniczenie połowów w Bałtyku zachodnim do najwyżej 13 500 ton.
Najnowsze raporty Międzynarodowej Rady Badań Morza z 2019 potwierdzają, że liczebność wschodniego stada dorsza znajduje się poniżej wszelkich krytycznych punktów odniesienia. Ponadto potwierdzone zostały naukowo obserwacje, że rozmiar ryb ulega stopniowemu zmniejszeniu (dorosłe mają tylko 20 cm), podczas gdy dorsz w Morzu Bałtyckim może maksymalnie osiągnąć nawet 1,3 m. W efekcie ICES zaleciła znaczną redukcję połowów dorszy w Bałtyku, a na 2020 rok zarekomendowała całkowite wstrzymanie połowów dorszy na wschód od Bornholmu. W efekcie Komisja Europejska wprowadziła zakaz połowów wschodniego stada bałtyckiego dorsza od 23 lipca 2019 do końca roku, przedłużony następnie na rok 2020 i kolejne aż do 2023.

## Zarządzanie dorszem w Morzu Bałtyckim

### Organy administracyjne

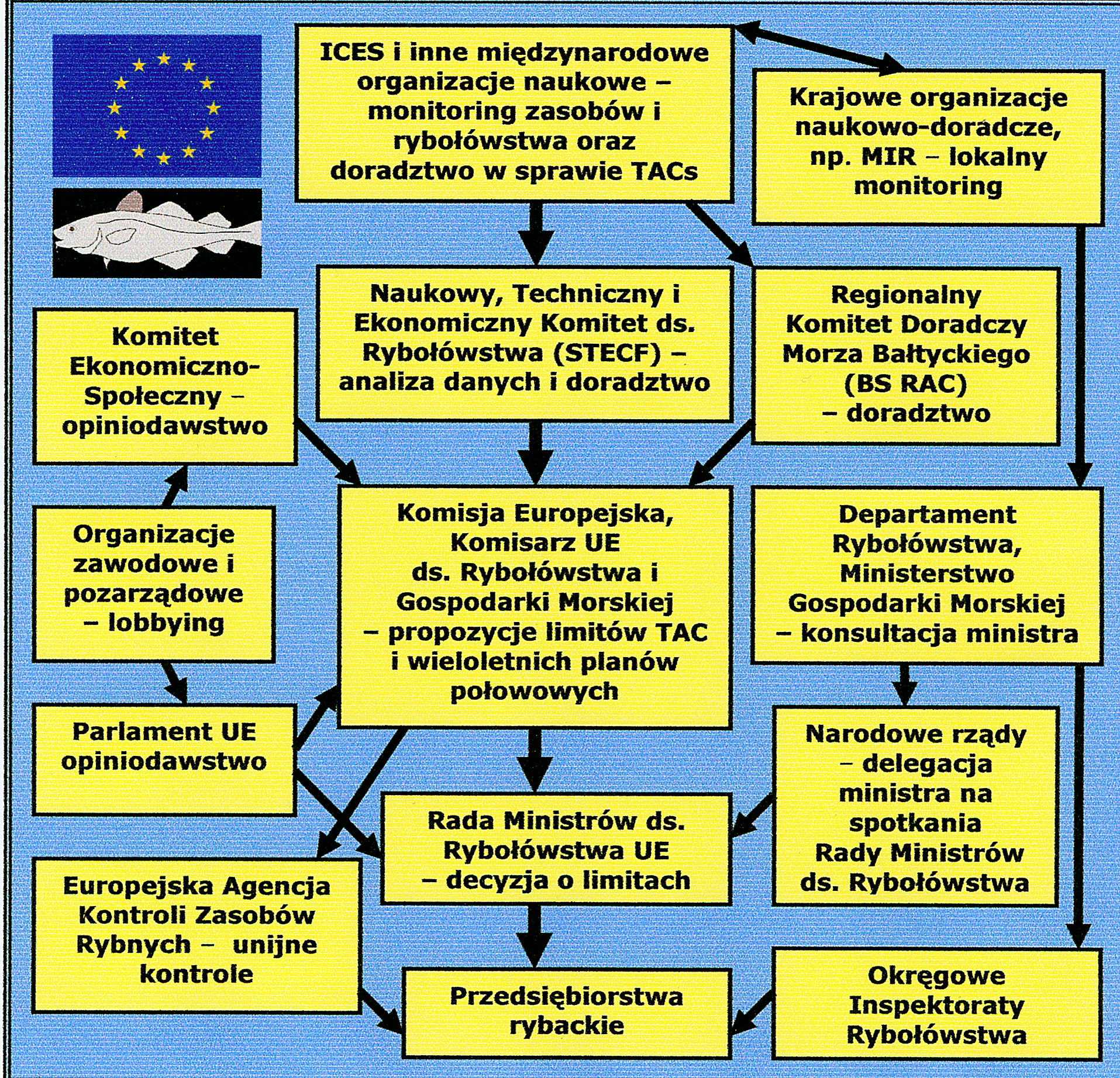
Proces podejmowania decyzji w sprawach limitów połowowych (TAC) dorsza w ramach Wspólnej Polityki Rybołówstwa UE

Kwestiami związanymi z połowami dorsza w Bałtyku zajmowała się od 1974 roku założona w Gdańsku Międzynarodowa Komisja Rybołówstwa Morza Bałtyckiego (IBSFC). W 1999 roku opracowała ona strategię zarządzania dorszem i zalecała na podstawie badań nad jego populacją przeprowadzanych przez Międzynarodową Radę Badań Morza (ICES) roczne wielkości całkowitych dopuszczalnych połowów (TAC). Obecnie połowy dorsza na Bałtyku są regulowane dwustronnie pomiędzy Unią Europejską a Rosją.
Unia zarządza bezpośrednio połowami swych państw członkowskich w ramach Wspólnej Polityki Rybołówstwa. Tu dane naukowych monitoringów analizuje Naukowy, Techniczny i Ekonomiczny Komitet ds. Rybołówstwa (STECF), który jest jednostką operacyjną Komisji Europejskiej. Na podstawie jego analiz komisja wydaje ramowe zalecenia, a Rada ds. Rolnictwa i Rybołówstwa podejmuje ostateczne decyzje (np. wyznacza limity na połowy ryb). Prace komisji wspiera ponadto w obszarze Bałtyku założony w 2006 roku Regionalny Komitet Doradczy Morza Bałtyckiego (BS RAC). Respektowanie limitów kontroluje, przy współpracy z krajowymi inspektoratami, Wspólnotowa Agencja Kontroli Rybołówstwa (CFCA).
Sprawami dorsza w Polsce zajmuje się Departament Rybołówstwa, który do roku 2007 był jednostką administracyjną Ministerstwa Rolnictwa i Rozwoju Wsi. Trwa projekt przeniesienia departamentu do Ministerstwa Gospodarki Morskiej. Kontrolą rybołówstwa zajmują się podlegające ministerstwu Okręgowe Inspektoraty Rybołówstwa Morskiego. Funkcję naukowo-doradczą spełnia przede wszystkim, również nadzorowany przez ministerstwo, Morski Instytut Rybacki (MIR) z siedzibą w Gdyni.

### Komisja Europejska: długoterminowy plan odbudowy dorsza bałtyckiego
W 2006 roku Komisja Europejska przedstawiła Radzie ds. Rybołówstwa propozycję wieloletniego planu zarządzania dorszem w Morzu Bałtyckim. Jego celem jest odbudowa populacji i stopniowe obniżanie śmiertelności połowowej. Ich osiągnięcie ma umożliwić eksploatację dorsza w ramach zrównoważonego rozwoju gospodarki rybnej. Do instrumentarium planu należą:
- Coroczne dopasowywanie całkowitych dopuszczalnych połowów uwzględniając cel obniżenia wskaźnika śmiertelności połowowej o 10% rocznie.
- Wstrzymywanie połowów na okres wiosenno-letni, od 15 marca do 14 maja w zachodnim Bałtyku i od 15 czerwca do 14 września w Bałtyku na wschód od wyspy Bornholm.
- Wstrzymanie połowów w dodatkowych okresach (około 30 dni w roku), które mają być wyznaczone przez Państwa Członkowskie.
- Wstrzymanie połowów w Głębi Bornholmskiej, Gdańskiej i Gotlandzkiej w okresie od 1 maja do 31 października.
- Inne dodatkowe środki techniczne, np. regulujące wielkość oczek w sieciach albo ograniczające liczbę portów, w których połowy dorsza powyżej 750 kg mogą być rozładowane.

### Krytyka Rady ds. Rybołówstwa i rybaków
W związku z pogarszającym się stanem populacji dorsza w Bałtyku komisja oskarżyła w 2007 Radę ds. Rybołówstwa o wydawanie zezwoleń na kwoty połowowe, które przekraczają wyraźnie te uważane przez naukowców z ICES za „bezpieczne” dla populacji. Dodatkowo komisja oskarżyła samych rybaków o kłusownictwo: kontrole unijne wykazały np. że szczególnie polscy rybacy zaniżali w latach 2005-2006 notorycznie w swoich deklaracjach dane o ich połowach dorsza o prawie 50%. Konsekwencją tego jest wchodzący w życie 9 lipca 2007 roku i trwający do końca roku zakaz połowów dorsza dla polskich rybaków wydany przez Komisję Europejską.

### Zarządzanie dorszem w Polsce
W Polsce ujawnione wykroczenia rybaków doprowadziły do zaostrzenia regulaminu i kontroli połowów dorsza w 2007 roku. W ramach krajowego programu działań w zakresie kontroli połowów dorsza:
- wyznaczono 14 portów na rozładunek połowów dorsza przekraczających 750 kg masy[81];
- naznaczono zgłaszanie wejść i wyjść na poszczególne obszary Morza Bałtyckiego;
- zaostrzono procedury inspekcji na lądzie i morzu, którymi nadzorują Okręgowe Inspektoraty Rybołówstwa Morskiego w Gdyni, Słupsku i Szczecinie[82].

Na połowy dorsza w Bałtyku statki rybackie muszą otrzymać specjalne pozwolenie. W 2007 roku wydano je 620 polskim statkom. Te miały nie łowić dorsza w lipcu i sierpniu, jak i w dodatkowych 81 dniach, z których większą część rybacy mogli wyznaczyć sami (najczęściej dni sztormu). Ze względu na to, że polscy rybacy osiągnęli w czerwcu 2007 roku przypadającą im kwotę połowów na cały rok we wschodnim Bałtyku (10,8 tys. ton) po wliczeniu nieraportowanych wyładunków ujawnionych przez zaostrzone kontrole, okres połowowy na rok 2007 został zmieniony przez Komisję Europejską na rzecz całkowitego zakazu połowów z dniem 9 lipca do końca roku. Postanowienie komisji i dane z działań kontrolnych zakwestionował ówczesny minister ds. rybołówstwa Rafał Wiechecki, który zamierza pozwać Komisję Europejską do Trybunału Sprawiedliwości Wspólnot Europejskich i pozostawić rybakom decyzję o dalszych połowach dorsza jesienią po letnim okresie ochronnym. Ci podjęli w końcu – podczas obrad w Ustce 19 września 2007 – jednomyślnie decyzję o wznowieniu połowów i tym samym doprowadzili do konfrontacji z komisją. Polscy inspektorzy wykryli następnie pierwsze przypadki łamania unijnego zakazu połowu dorsza.

### Krytyka zarządzania dorszem w Bałtyku

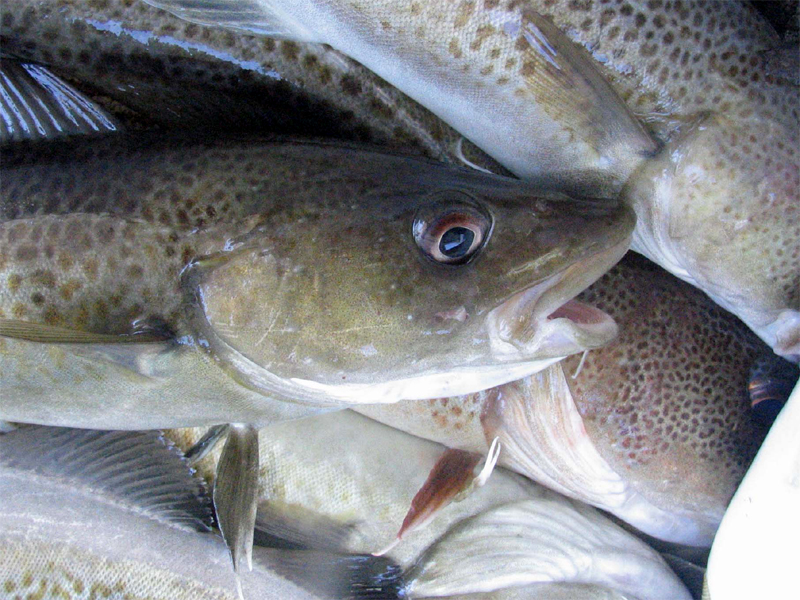
Dorsz złowiony siecią

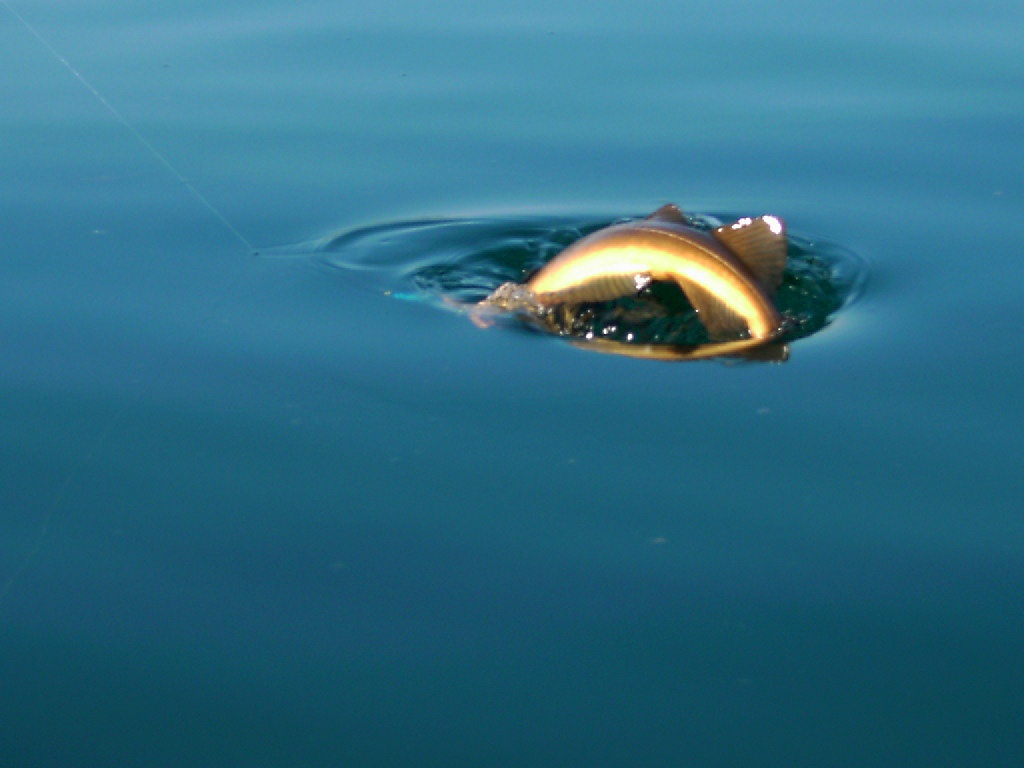
Dorsz złowiony na wędkę

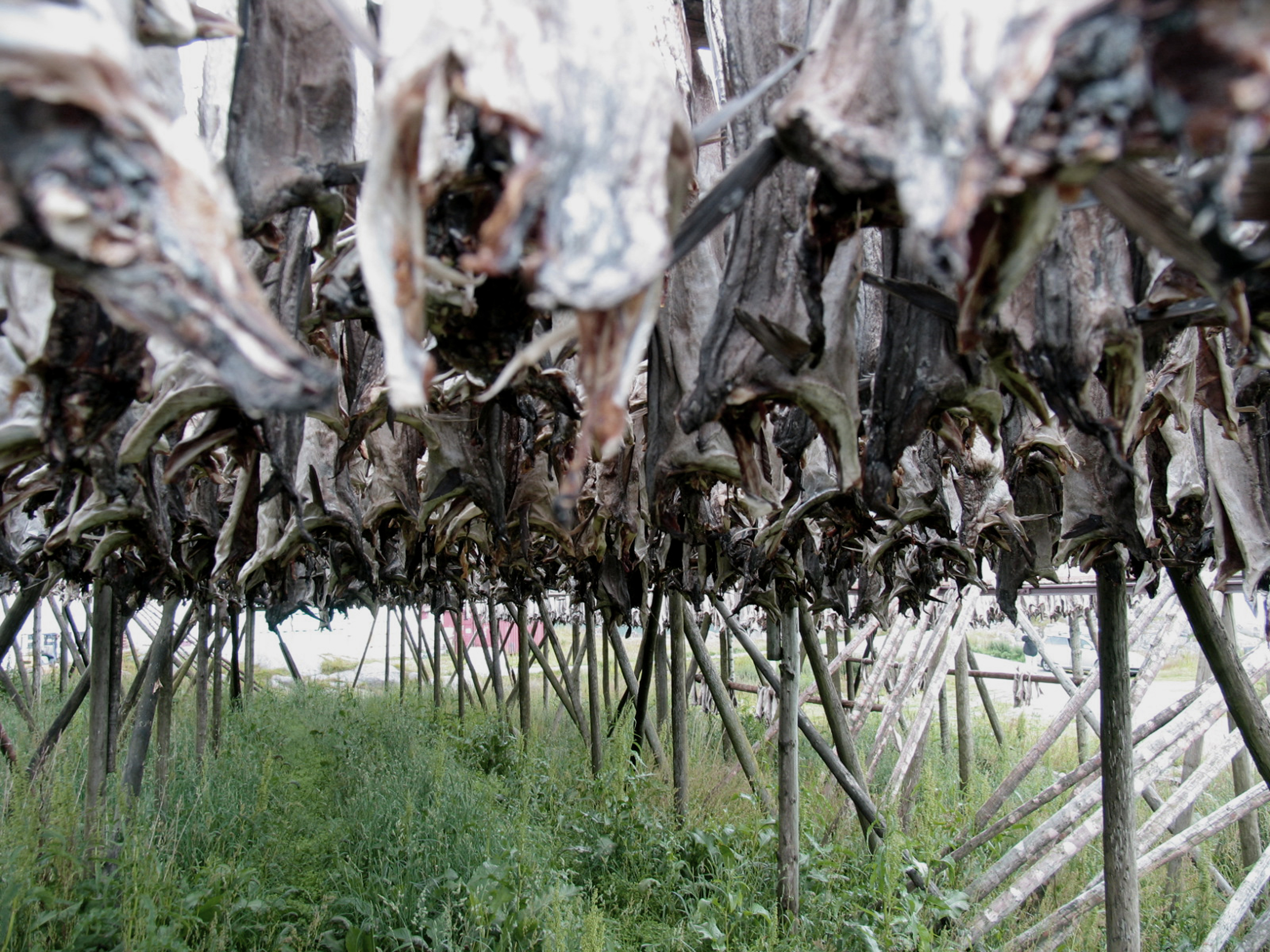
Tradycyjny sposób suszenia dorsza na Lofotach

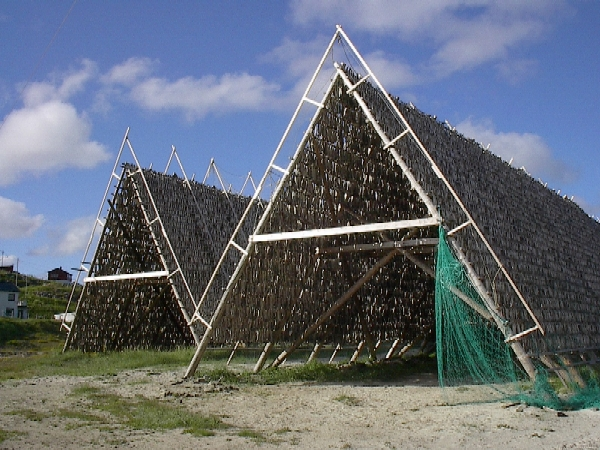
Suszenie dorsza na specjalnych rusztowaniach w Norwegii

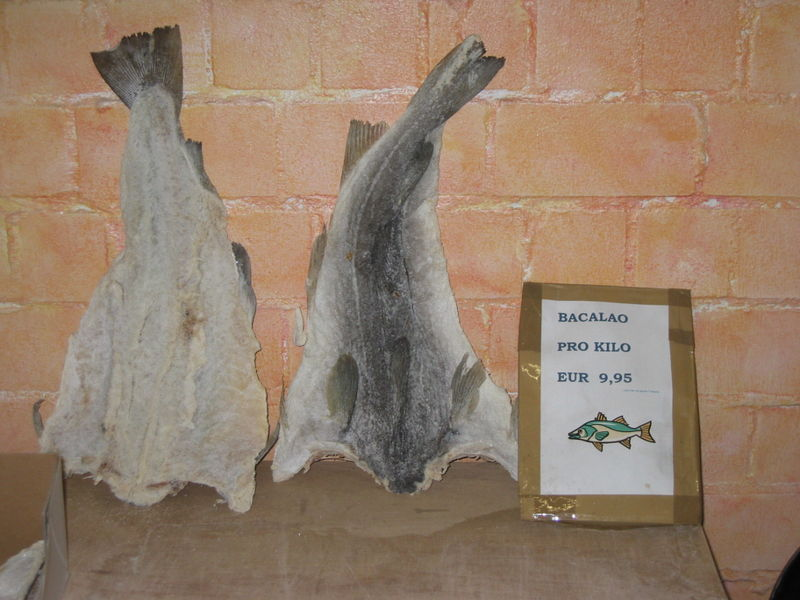
Suszony i solony dorsz w hiszpańskim sklepie

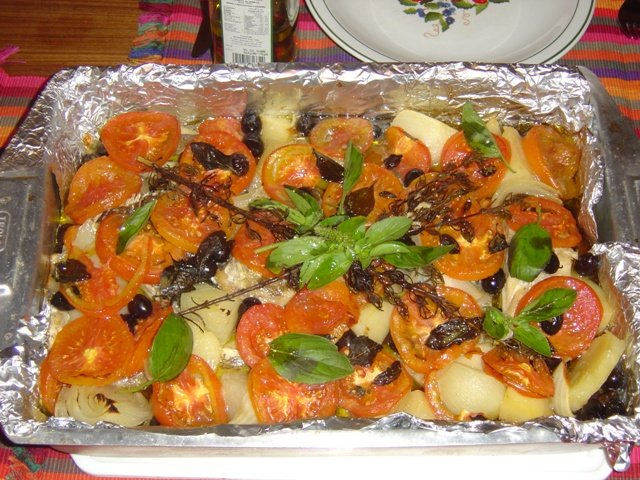
Bacalhoada – potrawa z dorsza w kuchni portugalskiej

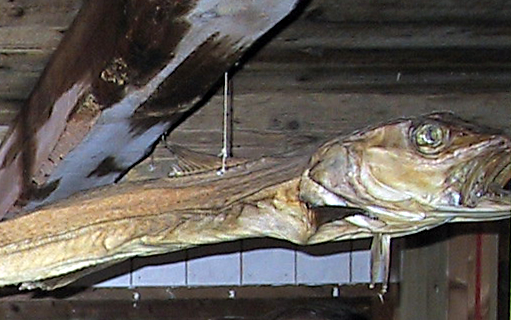
„Król dorsz”, czyli suszony dorsz z rzadką deformacją głowy formującą „koronę” używany w dawnej Norwegii jako wilgotnościomierz do prognozowania pogody

- Organizacje rybackie – tworzące koalicję Sztabu Kryzysowego Rybołówstwa Polskiego prowadzą fundamentalną krytykę zarządzania połowami dorsza w Bałtyku przez UE. Uważają, że zarządzanie to jest patologią administracyjno-naukową: instytucje badawcze i UE kompromitują się, gdyż opierają swoje szacunki wielkości stad dorsza i kwoty połowowe na informacjach o połowach, które zdaniem organizacji są zaniżane przez administracje krajów członkowskich. Sztab Kryzysowy odrzuca tym samym zarzuty o kłusownictwo polskich rybaków tłumacząc, że nieprawdziwe deklaracje faktycznych połowów są wynikiem zdegenerowanego systemu „oficjalnego” rejestru połowów i szacowania połowów. Zdaniem sztabu restrykcyjny program ochrony dorsza jest niepotrzebny, szkodliwy i kosztowny[89]. W związku z tym organizacje rybackie krytykują przede wszystkim kwoty połowowe wskazując na związane z tym zagrożenie dla egzystencji polskiej floty rybackiej. Poza tym kwestionują też podział stad dorsza w Bałtyku na zachodnie i wschodnie w ramach zarządzania i uważają ten podział za motywowany politycznie[90]. Stanowisko Sztabu Kryzysowego nie jest jednak popierane przez wszystkie organizacje, co doprowadza do wystąpień pojedynczych zrzeszeń z koalicji[91].
- Organizacje proekologiczne – Greenpeace czy WWF zarzucają Unii, tu przede wszystkim Radzie Ministrów ds. Rybołówstwa, że jej polityka rybołówstwa nie przyczynia się do poprawy stanów populacji dorsza w Bałtyku, lecz wręcz przeciwnie, umożliwia niezrównoważone i nielegalne połowy tego gatunku. Do krytyki wyrażonej przez Komisję Europejską wobec zbyt wysokich limitów połowowych i niedeklarowania faktycznych wielkości połowów Greenpeace dodaje także niedostateczne metody kontroli i egzekwowanie zbyt niskich kar za wykroczenia wobec postanowień unijnych[92]. Zdaniem WWF już sama propozycja wieloletniego planu połowów dorsza w Bałtyku przedstawiona przez Komisję Europejską jest mało konkretna, gdyż nie zawiera jasnych wskazówek w jaki sposób i kiedy odbudować stada dorsza, jak i nie określa również jak należy dostosować flotę do zmniejszonych dochodów podczas odbudowy populacji dorsza[93]. Dla organizacji największym problemem jest nadmierny potencjał połowowy flot rybackich na Bałtyku, a jego możliwym rozwiązaniem jest system zarządzania, którego główną koncepcją jest regulacja nakładu połowowego w oparciu o model: potencjał połowowy (kW)/dni połowowe. Poza tym system ten powinien pozwalać na wyładunek wszystkich połowów uzyskanych w czasie dni połowowych[94].

## Dorsz w wędkarstwie morskim
Bardzo dużą popularnością cieszy się dorsz w wędkarstwie morskim w Danii i Niemczech. W Polsce w ostatnich latach również przybyło ofert na wędkarskie połowy dorsza w Bałtyku. Dorsz jako okazała ryba cieszy wędkarzy.
Wyprawy na dorsza budzą jednak kontrowersje. Wędkarzy łowiących z kutrów obowiązuje limit połowu 7 sztuk dorsza w ciągu doby, ale inspektoraty rybołówstwa przyznają, że kontrole tych limitów są trudne, a profesjonalni rybacy, sami ograniczeni limitami, zarzucają wędkarzom wyraźne przekraczanie tych limitów. Do tej pory brak jest statystyk dotyczących faktycznych połowów wędkarskich dorsza na Bałtyku. Istnieją tylko szacunkowe dane z 2004 roku, które opierają się na liczbie zarejestrowanych wędkujących (prawie 50 tys.) i na średniej masie połowu dorszy przypadającej na wędkującego (3,5 kg) – tę drugą ustalono podczas trzech rejsów kontrolnych pracowników Morskiego Instytutu Rybackiego. Na tej podstawie szacunkowa wielkość polskich połowów wędkarskich dorszy w 2004 r. wynosiła 174 t.

## Użytkowanie i kuchnia
Mięso dorsza jest białe, smakuje raczej neutralnie i można je przyrządzać w różnoraki sposób. W wielu krajach europejskich dorsz jest podstawowym składnikiem potraw. W angielskiej potrawie fish and chips używa się głównie dorsza. W Portugalii i Brazylii ryba ta jest podawana w Wigilię i w inne dni postu, zastępując mięso. Bacalhau jest tam jedną z potraw narodowych. Również w tradycji kulinarnej Chorwacji dorsz odgrywa rolę podobną do karpia w Polsce. Ważną pozycję dorsz zajmuje w kuchniach: francuskiej, hiszpańskiej i baskijskiej. Dorsza sprzedaje się często w formie suszonej ryby, sztokfisza, zarówno w wymienionych krajach, jak i w Niemczech (Stockfisch), Wielkiej Brytanii (stockfish) i w Norwegii (tørrfisk). Tak zakonserwowanego rozmiękcza się przed przyrządzeniem przez dłuższy okres w wodzie.
Ponieważ dorsz był rybą powszechnie dostępną, potrawy z niego były pożywieniem ubogich, a także potrawą zastępującą mięso w dniach katolickiego postu. Dzisiaj status dorsza jako potrawy zmienia się ze względu na zmniejszające się połowy i jego rosnącą cenę.
Wątroba dorsza jest smaczna i spożywa się ją jako specjał dodawany do ziemniaków albo jako pastę do chleba. Jest szczególnie ceniona w Rosji. Oprócz walorów smakowych podkreśla się to, że jest bogata w witaminy i wielonienasycone kwasy tłuszczowe. Zawiera 65% tłuszczu, z którego wyrabia się tran, stosowany jako lek (np. w leczeniu dny moczanowej albo w zapobieganiu cukrzycy).
Odpady powstające w przetwórstwie dorsza służą do produkcji mączki rybnej.
Mięso dorsza, jak i kilku innych ryb, zawiera alergeny, np. parwalbuminę Gad c I, zaliczane do najpoważniejszych alergenów pokarmowych. Spożycie zarówno mączki rybnej, jak i surowego albo przegotowanego mięsa może wywołać poważne reakcje alergiczne u człowieka.

## Hodowla
Hodowla dorsza znajduje się jeszcze w początkowym stopniu rozwoju. Od końca lat 90. istnieją farmy dorsza w Norwegii, a w ostatnich latach powstały farmy w Szkocji, Islandii i Niemczech. Podczas gdy hodowla w Niemczech ma dotychczas za cel wzbogacenie dzikich populacji Morza Północnego młodymi dorszami, w Norwegii i Szkocji hoduje się dorsza już komercyjnie. Co prawda do tej pory dorsza hodowlanego można rzadko spotkać w handlu ze względu na jeszcze małą rentowność jego hodowli – FAO ocenia wysokość sprzedaży na 2500 t – jednak w obliczu ginących populacji dzikiego dorsza, wielu ekspertów przewiduje boom tej formy akwakultury. Hodowcy norwescy zamierzają dostarczać za kilka lat setki tysięcy ton dorsza.
Pierwsze próby hodowli dorsza miały miejsce już w latach 70. XX w., ale nie poradzono sobie z dokarmianiem małych larw dorsza. W międzyczasie hodowcy uczyli się z błędów popełnianych przy hodowli łososia i twierdzą, że rozwiązali takie problemy związane z hodowlą jak zaśmiecanie wód morskich niezużytym pokarmem, odpadami i ucieczką dorsza z hodowli. Nadal starają się o polepszenie bilansu pokarmowego – do tej pory potrzeba im 1,5 kg pokarmu na 1 kg dorsza – co zmniejsza znacznie rentowność. Innym problemem jest potrzeba jednoczesnej hodowli planktonu, który jest pokarmem świeżo wyklutego, 4 milimetrowego dorsza. Problem ten znacznie hamuje jeszcze szybszy wzrost rozwoju hodowli dorsza. Poza tym hodowcom nie udaje się jeszcze kontrolować libida dorsza, które ma wpływ na jego wzrost: kiedy ryby zużywają swoją energię na produkcję jaj i nasienia, jedzą więcej, ale wolniej rosną. Przy kontroli libida używa się sztucznego światła umieszczanego pod wodą. Ma ono imitować dłuższe dni letnie i stymulować dorsza do zahamowania popędu płciowego, który pobudza dorsza w normalnych warunkach wiosną.
Hodowla budzi jednak kontrowersje. Problematyczne jest nasilenie chorób, np. zawszenie przez Caligus elongatus, często nękających hodowlane ryby. Chorobami tymi mogą zarazić się przepływające w pobliżu klatek dzikie stada dorszy lub innych ryb. Poza tym w hodowlach dochodzi do zaniku instynktów. Uciekinierzy krzyżując się z dzikimi osobnikami swojego gatunku mogą przekazać udomowione, nieprzystosowane do warunków w dzikiej przyrodzie, zachowanie na potomstwo.

## Choroby
Dorsz jest coraz częściej zarażony nicieniem Pseudoterranova decipiens. Pasożyt ten dochodzi do 4 cm długości, a larwy jego żyją w jelitach albo mięsie dorsza, najczęściej w okolicach brzucha. Większe, starsze okazy dorsza bywają bardziej zarobaczone, niż młode. Poza tym dorsze łowione w pobliżu wybrzeży są częściej zarażone. W przetwórstwie rybnym do detekcji larw nicienia stosuje się najczęściej badania wzrokowe, używając też prześwietlania filetów dorszy silnym światłem, wykazującym ciemniejsze larwy w jasnym mięsie ryby. Mimo największej staranności przy kontrolach można niekiedy odkryć larwy w zakupionym mięsie dorsza. Międzynarodowy standard Codex Alimentarius toleruje zarobaczenie mięsa w sprzedaży w granicach maksymalnie do 5 nicieni w 1 kg ryby. Gotowanie dorsza w temperaturach wyższych od 60 °C przez przynajmniej 10 minut i zamrożenie poniżej -20 °C przez 3 dni gwarantuje zabicie larw. Spożycie żywych larw Pseudoterranova decipiens razem z surowym albo niedogotowanym, na zimno wędzonym, tylko marynowanym albo solonym mięsem dorsza może doprowadzić u człowieka do zachorowania na anisakiozę. Choroba wywołana przez Pseudoterranova decipiens różni się nieznacznie od anisakiozy wywołanej nicieniem Anisakis simplex. Jednak nawet zabite larwy nicieni mogą wywołać po ich spożyciu reakcje alergiczne.
Nową chorobą, odkrytą po raz pierwszy w 1988 roku w niemieckich wodach przybrzeżnych Morza Północnego, jest tak zwana „yellow pest” (żółta zaraza). Infekcja jest powodowana jedną z bakterii z grupy Cytophaga-Flexibacter, atakującą tylko młode dorsze. Objawia się żółtym zabarwieniem (przede wszystkim płetw) i deformacjami ciała. Choroba kończy się śnięciem ryb.
Dorsze cierpią też na inne choroby bakteryjne (np. furunkuloza, wibroza), wirusowe (wirusowa martwica nerwów, VNN), jak i na zarażenie pasożytami, np. już wspomnianymi wszami Caligus elongatus. Choroby te są poważnym zagrożeniem dla hodowli dorsza, ale też dla zmniejszających się, osłabionych częściowo głodem, dzikich populacji tej ryby.

## Dokumenty audiowizualne
Uwaga! Ładowanie dokumentów w zależności od łącza wymaga trochę czasu
- Odgłosy wydawane przez dorsze
- Krótki film wideo z akwarium w Kilonii. filaman.uni-kiel.de. [zarchiwizowane z tego adresu (2007-09-30)].
- A Fish Tale – program radiowy z 24 czerwca 1997 w CBC Radio. Wywiad z Markem Kurlanskym, autorem książki Dorsz. Ryba, która zmieniła świat, (ang.)
- Film wideo – reportaż z wojny dorszowej w telewizji BBC, (ang.) (potrzebne oprogramowanie Realplayer!)
- Film wideo – reportaż CBC o wprowadzaniu nowych technologii w rybołówstwie dorsza w Nowej Fundlandii, z lat 60., (ang.)
- Film wideo – wiadomość CBC o zamknięciu połowów, z roku 1992, (ang.)
- Film wideo – rekwiem dla dorsza w CBC, z roku 1994, (ang.)
- Film wideo – reportaż CBC o skutkach załamania się rybołówstwa dorsza w Nowej Fundlandii, z roku 2002, (ang.)